# Saison 2021 de l'équipe cycliste masculine Jumbo-Visma
La saison 2021 de l'équipe cycliste Jumbo-Visma est la vingt-sixième de cette équipe.

## Coureurs et encadrement technique

### Arrivées et départs
| Coureur              | Provenance              | Durée contrat |
| -------------------- | ----------------------- | ------------- |
| Edoardo Affini       | Mitchelton-Scott        | 2021-2023     |
| David Dekker         | SEG Racing Academy      | 2021-2022     |
| Olav Kooij           | Jumbo-Visma Development | 2021-2023     |
| Gijs Leemreize       | Jumbo-Visma Development | 2021-2023     |
| Sam Oomen            | Sunweb                  | 2021-2023     |
| Nathan Van Hooydonck | CCC Team                | 2021-2022     |

| Coureur               | Nouvelle équipe                    | Durée contrat |
| --------------------- | ---------------------------------- | ------------- |
| Laurens De Plus       | Ineos Grenadiers                   | 2021-2023     |
| Amund Grøndahl Jansen | BikeExchange                       | 2021-2022     |
| Tom Leezer            | Retraite                           |               |
| Bert-Jan Lindeman     | Qhubeka Assos                      | 2021          |
| Taco van der Hoorn    | Intermarché-Wanty-Gobert Matériaux | 2021          |

### Effectif actuel
| Coureur           | Date de Nais.              | Equipe en 2020     | Cont. |
| ----------------- | -------------------------- | ------------------ | ----- |
| Edoardo Affini    | 24 juin 1996 (25 ans)      | Mitchelton-Scott   | 2023  |
| George Bennett    | 7 avril 1990 (31 ans)      | Jumbo-Visma        | 2021  |
| Koen Bouwman      | 2 décembre 1993 (28 ans)   | Jumbo-Visma        | 2024  |
| David Dekker      | 2 février 1998 (23 ans)    | SEG Racing Academy | 2022  |
| Tom Dumoulin      | 11 novembre 1990 (31 ans)  | Jumbo-Visma        | 2022  |
| Pascal Eenkhoorn  | 8 février 1997 (24 ans)    | Jumbo-Visma        | 2022  |
| Tobias Foss       | 25 mai 1997 (24 ans)       | Jumbo-Visma        | 2023  |
| Robert Gesink     | 31 mai 1986 (35 ans)       | Jumbo-Visma        | 2023  |
| Dylan Groenewegen | 21 juin 1993 (28 ans)      | Jumbo-Visma        | 2023  |
| Chris Harper      | 23 novembre 1994 (27 ans)  | Jumbo-Visma        | 2021  |
| Lennard Hofstede  | 29 décembre 1994 (27 ans)  | Jumbo-Visma        | 2022  |
| Olav Kooij        | 17 octobre 2001 (20 ans)   | Jumbo-Visma Dev.   | 2023  |
| Steven Kruijswijk | 7 juin 1987 (34 ans)       | Jumbo-Visma        | 2023  |
| Sepp Kuss         | 13 septembre 1994 (27 ans) | Jumbo-Visma        | 2024  |
| Gijs Leemreize    | 23 octobre 1999 (22 ans)   | Jumbo-Visma Dev.   | 2023  |

| Coureur              | Date de Nais.              | Equipe en 2020   | Cont. |
| -------------------- | -------------------------- | ---------------- | ----- |
| Paul Martens         | 26 octobre 1983 (38 ans)   | Jumbo-Visma      | 2021  |
| Tony Martin          | 23 avril 1985 (36 ans)     | Jumbo-Visma      | 2022  |
| Sam Oomen            | 15 août 1995 (26 ans)      | Sunweb           | 2023  |
| Christoph Pfingsten  | 20 novembre 1987 (34 ans)  | Jumbo-Visma      | 2021  |
| Primož Roglič        | 29 octobre 1989 (32 ans)   | Jumbo-Visma      | 2023  |
| Timo Roosen          | 11 janvier 1993 (28 ans)   | Jumbo-Visma      | 2022  |
| Mike Teunissen       | 25 août 1992 (29 ans)      | Jumbo-Visma      | 2022  |
| Antwan Tolhoek       | 29 avril 1994 (27 ans)     | Jumbo-Visma      | 2021  |
| Wout van Aert        | 15 septembre 1994 (27 ans) | Jumbo-Visma      | 2024  |
| Mick van Dijke       | 15 mars 2000 (21 ans)      | Jumbo-Visma Dev. | 2024  |
| Jos van Emden        | 18 février 1985 (36 ans)   | Jumbo-Visma      | 2023  |
| Nathan Van Hooydonck | 12 octobre 1995 (26 ans)   | CCC Team         | 2022  |
| Jonas Vingegaard     | 10 décembre 1996 (25 ans)  | Jumbo-Visma      | 2024  |
| Maarten Wynants      | 13 mai 1982 (39 ans)       | Jumbo-Visma      | 2021  |

## Champions nationaux, continentaux et mondiaux
| Date            | Course                                        | Maillot | Coureurs       | Pays             | Lieu              |
| --------------- | --------------------------------------------- | ------- | -------------- | ---------------- | ----------------- |
| 14 février 2021 | Championnats de Nouvelle-Zélande sur route    |         | George Bennett | Nouvelle-Zélande | Cambridge         |
| 16 juin 2021    | Championnats des Pays-Bas du contre-la-montre |         | Tom Dumoulin   | Pays-Bas         | Le Chalet-à-Gobet |
| 17 juin 2021    | Championnats de Norvège du contre-la-montre   |         | Tobias Foss    | Norvège          | Evje              |
| 19 juin 2021    | Championnats d'Allemagne du contre-la-montre  |         | Tony Martin    | Allemagne        | Gäufelden         |
| 20 juin 2021    | Championnats des Pays-Bas sur route           |         | Timo Roosen    | Pays-Bas         | Drijber           |
| 20 juin 2021    | Championnats de Belgique sur route            |         | Wout van Aert  | Belgique         | Waregem           |
| 20 juin 2021    | Championnats de Norvège sur route             |         | Tobias Foss    | Norvège          | Kristiansand      |